# Campions de dobles masculins de l'Open dels Estats Units
L'Obert dels Estats Units o US Open és un torneig Grand Slam de tennis creat l'any 1881. Actualment se celebra durant dues setmanes entre agost i setembre sobre superfície dura al complex USTA Billie Jean King National Tennis Center de Flushing Meadows, Nova York, Estats Units. Des de 1987 és el darrer Grand Slam del calendari.
Des de la seva creació ha canviat en diverses ocasions de seu: Newport (1881−1914), Forest Hills (1915−1920, 1924−1977) i Filadèlfia (1921−1923), fins que des del 1978 es disputa a l'emplaçament actual de Nova York. La primera edició estigué reservada a membres del club United States National Lawn Tennis Association (USNLTA) però en la següent ja es va obrir a tennistes internacionals. Actualment és l'únic Grand Slam en què es disputa un tie-break en el cinquè set, tot i que fins al moment no s'ha produït mai en una final. El tipus de superfície s'ha canviat en dues ocasions, inicialment es disputava sobre gespa (1881-1974), durant tres anys es va disputar sobre terra batuda Har-Tru (1975-1977) i el 1978 es va canviar a la superfície dura actual de DecoTurf.
La competició doble masculina se celebra des de la seva inauguració l'any 1881.

## Palmarès

### U.S. National Championships
| Any  | Campions                                | Finalistes                                 | Resultat                  |
| ---- | --------------------------------------- | ------------------------------------------ | ------------------------- |
| 1881 | Clarence Clark Frederick Winslow Taylor | Alexander Van Renssalaer Arthur E. Newbold | 6−5, 6−4, 6−5             |
| 1882 | Richard Sears James Dwight              | Crawford Nightingale G.M. Smith            | 6−2, 6−4, 6−4             |
| 1883 | Richard Sears James Dwight              | Alexander Van Renssalaer Arthur E. Newbold | 6−0, 6−2, 6−2             |
| 1884 | Richard Sears James Dwight              | Alexander Van Renssalaer Arthur E. Newbold | 6−4, 6−1, 8−10, 6−4       |
| 1885 | Richard Sears Joseph Clark              | Henry Slocum Wallace P. Knapp              | 6−3, 6−0, 6−2             |
| 1886 | Richard Sears James Dwight              | Howard Taylor Godfrey Binley               | 7−5, 5−7, 7−5, 6−4        |
| 1887 | Richard Sears James Dwight (5)          | Howard Taylor Henry Slocum                 | 6−4, 3−6, 2−6, 6−3, 6−3   |
| 1888 | Oliver Campbell Valentine G. Hall       | Clarence Hobart Edward MacMullen           | 6−4, 6−2, 6−2             |
| 1889 | Henry Slocum Howard Taylor              | Valentine G. Hall Oliver Campbell          | 6−1, 6−3, 6−2             |
| 1890 | Valentine G. Hall Clarence Hobart       | Charles Carver John Ryerson                | 6−3, 4−6, 6−2, 2−6, 6−3   |
| 1891 | Oliver Campbell Bob Huntington          | Valentine G. Hall Clarence Hobart          | 6−3, 6−4, 8−6             |
| 1892 | Oliver Campbell Bob Huntington (2)      | Valentine G. Hall Edward L. Hall           | 6−4, 6−2, 4−6, 6−3        |
| 1893 | Clarence Hobart Frederick Hovey         | Oliver Campbell Bob Huntington             | 6−3, 6−4, 4−6, 6−2        |
| 1894 | Clarence Hobart Frederick Hovey (2)     | Carr Neel Sam Neel                         | 6−3, 8−6, 6−1             |
| 1895 | Malcolm Chace Robert Wrenn              | Clarence Hobart Frederick Hovey            | 7−5, 6−1, 8−6             |
| 1896 | Carr Neel Sam Neel                      | Robert Wrenn Malcolm Chace                 | 6−3, 1−6, 6−1, 3−6, 6−1   |
| 1897 | Leo Ware · George Sheldon               | Harold Mahony Harold Nisbet                | 11−13, 6−2, 9−7, 1−6, 6−1 |
| 1898 | Leo Ware · George Sheldon (2)           | Holcombe Ward Dwight F. Davis              | 1−6, 7−5, 6−4, 4−6, 7−5   |
| 1899 | Holcombe Ward Dwight F. Davis           | Leo Ware George Sheldon                    | 6−4, 6−4, 6−3             |
| 1900 | Holcombe Ward Dwight F. Davis           | Fred Alexander Raymond Little              | 6−4, 9−7, 12−10           |
| 1901 | Holcombe Ward Dwight F. Davis (3)       | Leo Ware Beals Wright                      | 6−3, 9−7, 6−1             |
| 1902 | Reginald Doherty Lawrence Doherty       | Holcombe Ward Dwight F. Davis              | 11−9, 12−10, 6−4          |
| 1903 | Reginald Doherty Lawrence Doherty (2)   | Kreigh Collins Harry Wainder               | 7−5, 6−3, 6−3             |
| 1904 | Holcombe Ward Beals Wright              | Kreigh Collins Raymond Little              | 1−6, 6−2, 3−6, 6−4, 6−1   |
| 1905 | Holcombe Ward Beals Wright              | Fred Alexander Harold Hackett              | 6−4, 6−4, 6−1             |
| 1906 | Holcombe Ward Beals Wright (3)          | Fred Alexander Harold Hackett              | 6−3, 3−6, 6−3, 6−3        |
| 1907 | Fred Alexander Harold Hackett           | Nat Thornton Bryan M. Grant                | 6−2, 6−1, 6−1             |
| 1908 | Fred Alexander Harold Hackett           | Raymond Little Beals Wright                | 6−1, 7−5, 6−2             |
| 1909 | Fred Alexander Harold Hackett           | Maurice McLoughlin George Janes            | 6−4, 6−4, 6−0             |
| 1910 | Fred Alexander Harold Hackett (4)       | Tom Bundy Trowridge Hendrick               | 6−1, 8−6, 6−3             |
| 1911 | Raymond Little Gus Touchard             | Fred Alexander Harold Hackett              | 7−5, 13−15, 6−2, 6−4      |
| 1912 | Maurice McLoughlin Tom Bundy            | Raymond Little Gustave Touchard            | 3−6, 6−2, 6−1, 7−5        |
| 1913 | Maurice McLoughlin Tom Bundy            | John Strachan Clarence Griffin             | 6−4, 7−5, 6−1             |
| 1914 | Maurice McLoughlin Tom Bundy (3)        | George Church Dean Mathey                  | 6−4, 6−2, 6−4             |
| 1915 | Clarence Griffin Bill Johnston          | Maurice McLoughlin Tom Bundy               | 2−6, 6−3, 6−4, 3−6, 6−3   |
| 1916 | Clarence Griffin Bill Johnston          | Maurice McLoughlin Ward Dawson             | 6−4, 6−3, 5−7, 6−3        |
| 1917 | Fred Alexander Harold Throckmorton      | Harry Johnson Irving Wright                | 11−9, 6−4, 6−4            |
| 1918 | Vincent Richards Bill Tilden            | Fred Alexander Beals Wright                | 6−3, 6−4, 3−6, 2−6, 6−2   |
| 1919 | Norman Brookes Gerald Patterson         | Vincent Richards Bill Tilden               | 8−6, 6−3, 4−6, 4−6, 6−2   |
| 1920 | Clarence Griffin Bill Johnston (3)      | Willis Davis Roland Roberts                | 6−2, 6−2, 6−3             |
| 1921 | Vincent Richards Bill Tilden            | Watson Washburn R. Norris Williams         | 13−11, 12−10, 6−1         |
| 1922 | Vincent Richards Bill Tilden (3)        | Pat O'Hara Wood Gerald Patterson           | 4−6, 6−1, 6−3, 6−4        |
| 1923 | Brian Norton Bill Tilden                | Watson Washburn R. Norris Williams         | 3−6, 6−2, 6−3, 5−7, 6−2   |
| 1924 | Howard Kinsey Robert Kinsey             | Pat O'Hara Wood Gerald Patterson           | 7−5, 5−7, 7−9, 6−3, 6−4   |
| 1925 | Vincent Richards R. Norris Williams     | John Hawkes Gerald Patterson               | 6−2, 8−10, 6−4, 11−9      |
| 1926 | Vincent Richards R. Norris Williams (2) | Alfred Chapin Bill Tilden                  | 6−4, 6−8, 11−9, 6−3       |
| 1927 | Frank Hunter Bill Tilden                | Bill Johnston R. Norris Williams           | 10−8, 6−3, 6−3            |
| 1928 | George Lott John F. Hennessey           | Gerald Patterson John Hawkes               | 6−2, 6−1, 6−2             |
| 1929 | George Lott John Doeg                   | Berkeley Bell Lewis White                  | 10−8, 1−6, 6−4, 6−1       |
| 1930 | George Lott John Doeg (2)               | Wilmer Allison John Van Ryn                | 8−6, 6−3, 3−6, 13−15, 6−4 |
| 1931 | Wilmer Allison John Van Ryn             | Gregory Mangin Berkeley Bell               | 6−4, 6−3, 6−2             |
| 1932 | Ellsworth Vines Keith Gledhill          | Wilmer Allison John Van Ryn                | 6−4, 6−3, 6−2             |
| 1933 | George Lott Lester Stoefen              | Frank Shields Frank Parker                 | 11−13, 9−7, 9−7, 6−3      |
| 1934 | George Lott Lester Stoefen (2)          | Wilmer Allison John Van Ryn                | 6−4, 9−7, 3−6, 6−4        |
| 1935 | Wilmer Allison John Van Ryn (2)         | Don Budge Gene Mako                        | 6−2, 6−3, 2−6, 3−6, 6−1   |
| 1936 | Don Budge Gene Mako                     | Wilmer Allison John Van Ryn                | 6−4, 6−2, 6−4             |
| 1937 | Gottfried von Cramm Henner Henkel       | Don Budge Gene Mako                        | 6−4, 7−5, 6−4             |
| 1938 | Don Budge Gene Mako (2)                 | John Bromwich Adrian Quist                 | 6−3, 6−2, 6−1             |
| 1939 | John Bromwich Adrian Quist              | John Crawford Harry Hopman                 | 8−6, 6−1, 6−4             |
| 1940 | Jack Kramer Ted Schroeder               | Gardnar Mulloy Henry Prusoff               | 6−4, 8−6, 9−7             |
| 1941 | Jack Kramer Ted Schroeder               | Gardnar Mulloy Wayne Sabin                 | 9−7, 6−4, 6−2             |
| 1942 | Gardnar Mulloy Bill Talbert             | Ted Schroeder Sidney Wood                  | 9−7, 7−5, 6−1             |
| 1943 | Jack Kramer Frank Parker                | David Freeman Bill Talbert                 | 6−2, 6−4, 6−4             |
| 1944 | Robert Falkenburg Don McNeill           | Francisco Segura Bill Talbert              | 7−5, 6−4, 3−6, 6−1        |
| 1945 | Gardnar Mulloy Bill Talbert             | Robert Falkenburg Jack Tuero               | 12−10, 8−10, 12−10, 6−2   |
| 1946 | Gardnar Mulloy Bill Talbert             | Don McNeill Frank Guernsey                 | 3−6, 6−4, 2−6, 6−3, 20−18 |
| 1947 | Jack Kramer Ted Schroeder (3)           | William Talbert Bill Sidwell               | 6−4, 7−5, 6−3             |
| 1948 | Gardnar Mulloy Bill Talbert (4)         | Frank Parker Ted Schroeder                 | 1−6, 9−7, 6−3, 3−6, 9−7   |
| 1949 | John Bromwich Bill Sidwell              | Frank Sedgman George Worthington           | 6−4, 6−0, 6−1             |
| 1950 | John Bromwich Frank Sedgman             | Gardnar Mulloy Bill Talbert                | 7−5, 8−6, 3−6, 6−1        |
| 1951 | Ken McGregor Frank Sedgman              | Don Candy Mervyn Rose                      | 10−8, 6−4, 4−6, 7−5       |
| 1952 | Mervyn Rose Vic Seixas                  | Ken McGregor Frank Sedgman                 | 3−6, 10−8, 10−8, 6−8, 8−6 |
| 1953 | Rex Hartwig Mervyn Rose                 | Gardnar Mulloy Bill Talbert                | 6−4, 4−6, 6−2, 6−4        |
| 1954 | Vic Seixas Tony Trabert                 | Lew Hoad Ken Rosewall                      | 3−6, 6−4, 8−6, 6−3        |
| 1955 | Kosei Kamo Atsushi Miyagi               | Gerald Moss Bill Quillian                  | 6−3, 6−3, 3−6, 1−6, 6−4   |
| 1956 | Lew Hoad Ken Rosewall                   | Hamilton Richardson Vic Seixas             | 6−2, 6−2, 3−6, 6−4        |
| 1957 | Ashley Cooper Neale Fraser              | Gardnar Mulloy Budge Patty                 | 4−6, 6−3, 9−7, 6−3        |
| 1958 | Alex Olmedo Hamilton Richardson         | Sam Giammalva Barry MacKay                 | 3−6, 6−3, 6−4, 6−4        |
| 1959 | Roy Emerson Neale Fraser                | Alex Olmedo Earl Buchholz                  | 3−6, 6−3, 5−7, 6−4, 7−5   |
| 1960 | Roy Emerson Neale Fraser (2)            | Rod Laver Bob Mark                         | 9−7, 6−2, 6−4             |
| 1961 | Chuck McKinley Dennis Ralston           | Rafael Osuna Antonio Palafox               | 6−3, 6−4, 2−6, 13−11      |
| 1962 | Rafael Osuna Antonio Palafox            | Chuck McKinley Dennis Ralston              | 6−4, 10−12, 1−6, 9−7, 6−3 |
| 1963 | Chuck McKinley Dennis Ralston           | Rafael Osuna Antonio Palafox               | 9−7, 4−6, 5−7, 6−3, 11−9  |
| 1964 | Chuck McKinley Dennis Ralston (3)       | Mike Sangster Graham Stilwell              | 6−3, 6−2, 6−4             |
| 1965 | Roy Emerson Fred Stolle                 | Frank Froehling Charles Pasarell           | 6−4, 10−12, 7−5, 7−3      |
| 1966 | Roy Emerson Fred Stolle (2)             | Clark Graebner Dennis Ralston              | 6−4, 6−4, 6−4             |
| 1967 | John Newcombe Tony Roche                | Bill Bowrey Owen Davidson                  | 6−8, 9−7, 6−3, 6−3        |

### US Open
| Any  | Campions                            | Finalistes                                 | Resultat                |
| ---- | ----------------------------------- | ------------------------------------------ | ----------------------- |
| 1968 | Bob Lutz Stan Smith                 | Arthur Ashe Andrés Gimeno                  | 11−9, 6−1, 7−5          |
| 1969 | Ken Rosewall Fred Stolle            | Charles Pasarell Dennis Ralston            | 2−6, 7−5, 13−11, 6−3    |
| 1970 | Pierre Barthès Nikola Pilić         | Roy Emerson Rod Laver                      | 6−3, 7−6, 4−6, 7−6      |
| 1971 | John Newcombe Roger Taylor          | Stan Smith Erik van Dillen                 | 6−7, 6−3, 7−6, 4−6, 7−6 |
| 1972 | Cliff Drysdale Roger Taylor         | Owen Davidson John Newcombe                | 6−4, 7−6, 6−3           |
| 1973 | Owen Davidson John Newcombe         | Rod Laver Ken Rosewall                     | 7−5, 2−6, 7−5, 7−5      |
| 1974 | Bob Lutz Stan Smith                 | Patricio Cornejo Jaime Fillol              | 6−3, 6−3                |
| 1975 | Jimmy Connors Ilie Năstase          | Tom Okker Marty Riessen                    | 6−4, 7−6                |
| 1976 | Tom Okker Marty Riessen             | Paul Kronk Cliff Letcher                   | 6−4, 6−0                |
| 1977 | Bob Hewitt Frew McMillan            | Brian Gottfried Raúl Ramírez               | 6−4, 6−0                |
| 1978 | Bob Lutz Stan Smith                 | Marty Riessen Sherwood Stewart             | 1−6, 7−5, 6−3           |
| 1979 | Peter Fleming John McEnroe          | Bob Lutz Stan Smith                        | 6−2, 6−4                |
| 1980 | Bob Lutz Stan Smith (4)             | Peter Fleming John McEnroe                 | 7−6, 3−6, 6−1, 3−6, 6−3 |
| 1981 | Peter Fleming John McEnroe          | Heinz Günthardt Peter McNamara             | Renúncia                |
| 1982 | Kevin Curren Steve Denton           | Victor Amaya Hank Pfister                  | 6−2, 6−7, 5−7, 6−2, 6−4 |
| 1983 | Peter Fleming John McEnroe (3)      | Fritz Buehning Van Winitsky                | 6−3, 6−4, 6−2           |
| 1984 | John Fitzgerald Tomáš Šmíd          | Stefan Edberg Anders Järryd                | 7−6, 6−3, 6−3           |
| 1985 | Ken Flach Robert Seguso             | Henri Leconte Yannick Noah                 | 6−7, 7−6, 7−6, 6−0      |
| 1986 | Andrés Gómez Slobodan Živojinović   | Joakim Nyström Mats Wilander               | 4−6, 6−3, 6−3, 4−6, 6−3 |
| 1987 | Stefan Edberg Anders Järryd         | Ken Flach Robert Seguso                    | 7−6, 6−2, 4−6, 5−7, 7−6 |
| 1988 | Sergio Casal Emilio Sánchez Vicario | Rick Leach Jim Pugh                        | Renúncia                |
| 1989 | John McEnroe Mark Woodforde         | Ken Flach Robert Seguso                    | 6−4, 4−6, 6−3, 6−3      |
| 1990 | Pieter Aldrich Danie Visser         | Paul Annacone David Wheaton                | 6−2, 7−6, 6−2           |
| 1991 | John Fitzgerald Anders Järryd       | Scott Davis David Pate                     | 6−3, 3−6, 6−3, 6−3      |
| 1992 | Jim Grabb Richey Reneberg           | Rick Leach Kelly Jones                     | 3−6, 7−6, 6−3, 6−3      |
| 1993 | Ken Flach Rick Leach                | Martin Damm Karel Nováček                  | 6−7, 6−4, 6−2           |
| 1994 | Jacco Eltingh Paul Haarhuis         | Todd Woodbridge Mark Woodforde             | 6−3, 8−6                |
| 1995 | Todd Woodbridge Mark Woodforde      | Alex O'Brien Sandon Stolle                 | 6−3, 6−3                |
| 1996 | Todd Woodbridge Mark Woodforde (2)  | Jacco Eltingh Paul Haarhuis                | 4−6, 7−6, 7−6           |
| 1997 | Ievgueni Kàfelnikov Daniel Vacek    | Jonas Björkman Nicklas Kulti               | 7−6, 6−3                |
| 1998 | Sandon Stolle Cyril Suk             | Mark Knowles Daniel Nestor                 | 4−6, 7−6, 6−2           |
| 1999 | Sébastien Lareau Alex O'Brien       | Mahesh Bhupathi Leander Paes               | 7−6, 6−4                |
| 2000 | Lleyton Hewitt Max Mirnyi           | Ellis Ferreira Rick Leach                  | 6−4, 5−7, 7−6           |
| 2001 | Wayne Black Kevin Ullyett           | Donald Johnson Jared Palmer                | 7−6, 6−2, 6−3           |
| 2002 | Mahesh Bhupathi Max Mirnyi          | Jiří Novák Radek Štěpánek                  | 6−3, 3−6, 6−4           |
| 2003 | Jonas Björkman Todd Woodbridge      | Mike Bryan Bob Bryan                       | 5−7, 6−0, 7−5           |
| 2004 | Mark Knowles Daniel Nestor          | Leander Paes David Rikl                    | 6−3, 6−3                |
| 2005 | Mike Bryan Bob Bryan                | Jonas Björkman Max Mirnyi                  | 6−1, 6−4                |
| 2006 | Martin Damm Leander Paes            | Jonas Björkman Max Mirnyi                  | 6−7(5), 6−4, 6−3        |
| 2007 | Simon Aspelin Julian Knowle         | Lukáš Dlouhý Pavel Vízner                  | 7−5, 6−4                |
| 2008 | Mike Bryan Bob Bryan                | Lukáš Dlouhý Leander Paes                  | 7−6(5), 7−6(10)         |
| 2009 | Lukáš Dlouhý Leander Paes           | Mahesh Bhupathi Mark Knowles               | 3−6, 6−3, 6−2           |
| 2010 | Mike Bryan Bob Bryan                | Rohan Bopanna Aisam-Ul-Haq Qureshi         | 7−6(5), 7−6(4)          |
| 2011 | Jürgen Melzer Philipp Petzschner    | Mariusz Fyrstenberg Marcin Matkowski       | 6−2, 6−2                |
| 2012 | Mike Bryan Bob Bryan                | Leander Paes Radek Štěpánek                | 6−3, 6−4                |
| 2013 | Leander Paes Radek Štěpánek         | Alexander Peya Bruno Soares                | 6−1, 6−3                |
| 2014 | Mike Bryan Bob Bryan (5)            | Marcel Granollers Marc López               | 6−3, 6−4                |
| 2015 | Pierre-Hugues Herbert Nicolas Mahut | Jamie Murray John Peers                    | 6−4, 6−4                |
| 2016 | Jamie Murray Bruno Soares           | Pablo Carreño Busta Guillermo García López | 6−2, 6−3                |
| 2017 | Jean-Julien Rojer Horia Tecău       | Feliciano López Marc López                 | 6−4, 6−3                |
| 2018 | Mike Bryan Jack Sock                | Łukasz Kubot Marcelo Melo                  | 6−3, 6−1                |
| 2019 | Juan Sebastián Cabal Robert Farah   | Marcel Granollers Horacio Zeballos         | 6−4, 7−5                |
| 2020 | Mate Pavić Bruno Soares             | Wesley Koolhof Nikola Mektić               | 7−5, 6−3                |
| 2021 | Rajeev Ram Joe Salisbury            | Jamie Murray Bruno Soares                  | 3−6, 6−2, 6−2           |
| 2022 | Rajeev Ram Joe Salisbury            | Wesley Koolhof Neal Skupski                | 7−6(4), 7−5             |
| 2023 | Rajeev Ram Joe Salisbury (3)        | Rohan Bopanna Matthew Ebden                | 2−6, 6−3, 6−4           |
| 2024 | Max Purcell Jordan Thompson         | Kevin Krawietz Tim Pütz                    | 6−4, 7−6(4)             |

## Estadístiques

### Campions múltiples (parella)
| Tennistes en actiu |

| Tennistes                           | Era amateur | Era Open | Total | Anys                         |
| ----------------------------------- | ----------- | -------- | ----- | ---------------------------- |
| Richard Sears James Dwight          | 5           | 0        | 5     | 1882, 1883, 1884, 1886, 1887 |
| Mike Bryan Bob Bryan                | 0           | 5        | 5     | 2005, 2008, 2010, 2012, 2014 |
| Fred Alexander Harold Hackett       | 4           | 0        | 4     | 1907, 1908, 1909, 1910       |
| Gardnar Mulloy Bill Talbert         | 4           | 0        | 4     | 1942, 1945, 1946, 1948       |
| Bob Lutz Stan Smith                 | 0           | 4        | 4     | 1968, 1974, 1978, 1980       |
| Holcombe Ward Dwight F. Davis       | 3           | 0        | 3     | 1899, 1900, 1901             |
| Holcombe Ward Beals Wright          | 3           | 0        | 3     | 1904, 1905, 1906             |
| Maurice McLoughlin Tom Bundy        | 3           | 0        | 3     | 1912, 1913, 1914             |
| Clarence Griffin Bill Johnston      | 3           | 0        | 3     | 1915, 1916, 1920             |
| Vincent Richards Bill Tilden        | 3           | 0        | 3     | 1918, 1921, 1922             |
| Jack Kramer Ted Schroeder           | 3           | 0        | 3     | 1940, 1941, 1947             |
| Chuck McKinley Dennis Ralston       | 3           | 0        | 3     | 1961, 1963, 1964             |
| Peter Fleming John McEnroe          | 0           | 3        | 3     | 1979, 1981, 1983             |
| Rajeev Ram Joe Salisbury            | 0           | 3        | 3     | 2021, 2022, 2023             |
| Oliver Campbell Bob Huntington      | 2           | 0        | 2     | 1891, 1892                   |
| Clarence Hobart Frederick Hovey     | 2           | 0        | 2     | 1893, 1894                   |
| Leo Ware · George Sheldon           | 2           | 0        | 2     | 1897, 1898                   |
| Reginald Doherty Lawrence Doherty   | 2           | 0        | 2     | 1902, 1903                   |
| Vincent Richards R. Norris Williams | 2           | 0        | 2     | 1925, 1926                   |
| George Lott John Doeg               | 2           | 0        | 2     | 1929, 1930                   |
| George Lott Lester Stoefen          | 2           | 0        | 2     | 1933, 1934                   |
| Wilmer Allison John Van Ryn         | 2           | 0        | 2     | 1931, 1935                   |
| Don Budge Gene Mako                 | 2           | 0        | 2     | 1936, 1938                   |
| Roy Emerson Neale Fraser            | 2           | 0        | 2     | 1959, 1960                   |
| Roy Emerson Fred Stolle             | 2           | 0        | 2     | 1965, 1966                   |
| Todd Woodbridge Mark Woodforde      | 0           | 2        | 2     | 1995, 1996                   |

### Campions múltiples (individual)
| Tennistes en actiu |

| Tennista           | Era Amateur | Era Open | Total | Anys                               |
| ------------------ | ----------- | -------- | ----- | ---------------------------------- |
| Richard Sears      | 6           | 0        | 6     | 1882, 1883, 1884, 1885, 1886, 1887 |
| Holcombe Ward      | 6           | 0        | 6     | 1899, 1900, 1901, 1904, 1905, 1906 |
| Mike Bryan         | 0           | 6        | 6     | 2005, 2008, 2010, 2012, 2014, 2018 |
| James Dwight       | 5           | 0        | 5     | 1882, 1883, 1884, 1886, 1887       |
| Fred Alexander     | 5           | 0        | 5     | 1907, 1908, 1909, 1910, 1917       |
| Vincent Richards   | 5           | 0        | 5     | 1918, 1921, 1922, 1925, 1926       |
| Bill Tilden        | 5           | 0        | 5     | 1918, 1921, 1922, 1923, 1927       |
| George Lott        | 5           | 0        | 5     | 1928, 1929, 1930, 1933, 1934       |
| Bob Bryan          | 0           | 5        | 5     | 2005, 2008, 2010, 2012, 2014       |
| Harold Hackett     | 4           | 0        | 4     | 1907, 1908, 1909, 1910             |
| Jack Kramer        | 4           | 0        | 4     | 1940, 1941, 1943, 1947             |
| Gardnar Mulloy     | 4           | 0        | 4     | 1942, 1945, 1946, 1948             |
| Bill Talbert       | 4           | 0        | 4     | 1942, 1945, 1946, 1948             |
| Roy Emerson        | 4           | 0        | 4     | 1959, 1960, 1965, 1966             |
| Bob Lutz           | 0           | 4        | 4     | 1968, 1974, 1978, 1980             |
| Stan Smith         | 0           | 4        | 4     | 1968, 1974, 1978, 1980             |
| John McEnroe       | 0           | 4        | 4     | 1979, 1981, 1983, 1989             |
| Oliver Campbell    | 3           | 0        | 3     | 1888, 1891, 1892                   |
| Clarence Hobart    | 3           | 0        | 3     | 1890, 1893, 1894                   |
| Dwight F. Davis    | 3           | 0        | 3     | 1899, 1900, 1901                   |
| Beals Wright       | 3           | 0        | 3     | 1904, 1905, 1906                   |
| Maurice McLoughlin | 3           | 0        | 3     | 1912, 1913, 1914                   |
| Tom Bundy          | 3           | 0        | 3     | 1912, 1913, 1914                   |
| Clarence Griffin   | 3           | 0        | 3     | 1915, 1916, 1920                   |
| Bill Johnston      | 3           | 0        | 3     | 1915, 1916, 1920                   |
| Ted Schroeder      | 3           | 0        | 3     | 1940, 1941, 1947                   |
| John Bromwich      | 3           | 0        | 3     | 1939, 1949, 1950                   |
| Neale Fraser       | 3           | 0        | 3     | 1957, 1959, 1960                   |
| Chuck McKinley     | 3           | 0        | 3     | 1961, 1963, 1964                   |
| Dennis Ralston     | 3           | 0        | 3     | 1961, 1963, 1964                   |
| Fred Stolle        | 2           | 1        | 3     | 1965, 1966, 1969                   |
| John Newcombe      | 1           | 2        | 3     | 1967, 1971, 1973                   |
| Peter Fleming      | 0           | 3        | 3     | 1979, 1981, 1983                   |
| Mark Woodforde     | 0           | 3        | 3     | 1989, 1995, 1996                   |
| Todd Woodbridge    | 0           | 3        | 3     | 1995, 1996, 2003                   |
| Leander Paes       | 0           | 3        | 3     | 2006, 2008, 2013                   |
| Rajeev Ram         | 0           | 3        | 3     | 2021, 2022, 2023                   |
| Joe Salisbury      | 0           | 3        | 3     | 2021, 2022, 2023                   |
| Valentine G. Hall  | 2           | 0        | 2     | 1888, 1890                         |
| Bob Huntington     | 2           | 0        | 2     | 1891, 1892                         |
| Frederick Hovey    | 2           | 0        | 2     | 1893, 1894                         |
| Leo Ware           | 2           | 0        | 2     | 1897, 1898                         |
| George Sheldon     | 2           | 0        | 2     | 1897, 1898                         |
| Reginald Doherty   | 2           | 0        | 2     | 1902, 1903                         |
| Lawrence Doherty   | 2           | 0        | 2     | 1902, 1903                         |
| R. Norris Williams | 2           | 0        | 2     | 1925, 1926                         |
| John Doeg          | 2           | 0        | 2     | 1929, 1930                         |
| Lester Stoefen     | 2           | 0        | 2     | 1933, 1934                         |
| Wilmer Allison     | 2           | 0        | 2     | 1931, 1935                         |
| John Van Ryn       | 2           | 0        | 2     | 1931, 1935                         |
| Don Budge          | 2           | 0        | 2     | 1936, 1938                         |
| Gene Mako          | 2           | 0        | 2     | 1936, 1938                         |
| Frank Sedgman      | 2           | 0        | 2     | 1950, 1951                         |
| Mervyn Rose        | 2           | 0        | 2     | 1952, 1953                         |
| Vic Seixas         | 2           | 0        | 2     | 1952, 1954                         |
| Ken Rosewall       | 1           | 1        | 2     | 1956, 1969                         |
| Roger Taylor       | 0           | 2        | 2     | 1971, 1972                         |
| John Fitzgerald    | 0           | 2        | 2     | 1984, 1991                         |
| Ken Flach          | 0           | 2        | 2     | 1985, 1993                         |
| Anders Järryd      | 0           | 2        | 2     | 1987, 1991                         |
| Max Mirnyi         | 0           | 2        | 2     | 2000, 2002                         |
| Bruno Soares       | 0           | 2        | 2     | 2016, 2020                         |